# Issiaka Koudize
Issiaka Koudize (ur. 18 października 1990 w Niamey) – piłkarz nigerski grający na pozycji środkowego pomocnika.

## Kariera klubowa
Karierę piłkarską Koudize rozpoczął w klubie Sahel SC ze stolicy kraju, Niamey. W 2009 roku zadebiutował w jego barwach w pierwszej lidze nigerskiej i w debiutanckim sezonie wywalczył z nim mistrzostwo Nigru. W 2010 grał w AS FAN, z którym sięgnął po dublet - mistrzostwo i Puchar Nigru. W 2011 roku przeszedł do AS GNN. W sezonie 2010/2011 został z nim mistrzem kraju, a w sezonie 2012/2013 - wicemistrzem. W latach 2013–2014 grał w kameruńskim Cotonsport Garua. Wywalczył z nim dwa mistrzostwa Kamerunu w 2013 i 2014, a w 2014 zdobył również Puchar Kamerunu. W sezonie 2015/2016 występował w AS GNN, a w latach 2016-2018 w ASN Nigelec.

## Kariera reprezentacyjna
W reprezentacji Nigru Koudize zadebiutował 14 sierpnia 2011 roku w zremisowanym 0:0 towarzyskim meczu z Liberią. W 2012 roku został powołany do kadry na Puchar Narodów Afryki 2012, a w 2013 na Puchar Narodów Afryki 2013. Od 2011 do 2016 wystąpił w kadrze narodowje 27 razy i strzelił 1 gola.